# Kitakami (Schiff, 1989)
Die Kitakami war ein 1989 in Dienst gestelltes Fährschiff der japanischen Reederei Taiheiyō Ferry. Sie wurde bis zu ihrer Ausmusterung im Januar 2019 im Linienverkehr zwischen Honshū und Hokkaido eingesetzt. Anschließend ging das Schiff als Kita zum Abbruch ins indische Alang.

## Geschichte
Die Kitakami wurde am 21. Dezember 1988 unter der Baunummer 926 in der Werft von Mitsubishi Heavy Industries in Shimonoseki auf Kiel gelegt und lief am 22. April 1989 vom Stapel. Nach der Ablieferung an Taiheiyō Ferry am 12. Oktober 1989 nahm das Schiff am 21. Oktober 1989 den Fährdienst zwischen Honshū und Hokkaido auf. Die Kitakami hatte mit der 1987 in Dienst gestellten Kiso ein älteres Schwesterschiff. Die Neubauten ersetzten die 1972 und 1973 in Dienst gestellten Schwesterschiffe Arkas und Albireo.
Im Liniendienst von Honshū nach Hokkaido lief die Kitakami die Häfen von Nagoya, Sendai und Tomakomai an. 1995 erhöhte sich ihre Tonnage durch einen Umbau von 13.818 auf 13.937 BRZ. Die Passagierunterkünfte an Bord reichten von Suiten über Einzel- und Mehrbettkabinen bis zu Schlafsälen in verschiedenen Preiskategorien. Zur Ausstattung zählten ein Badebereich, mehrere Lounges und Theater, Restaurants und Bars, ein kleines Kino sowie Einkaufsmöglichkeiten.
Nachdem 2005 eine neue Kiso in Dienst gestellt wurde und somit ihr Schwesterschiff ersetzte, verkehrte die Kitakami nur noch zwischen Sendai und Tomakomai. Am 11. März 2011 entkam das Schiff nur knapp dem durch das Tōhoku-Erdbeben ausgelösten Tsunami, der weite Teile der Hafenanlage von Sendai zerstörte. Die Fähre war kurz zuvor von dort ausgelaufen. Nach dem Tsunami musste der Schiffsbetrieb für längere Zeit ausgesetzt werden.
Im Mai 2017 wurde der Bau einer neuen Kitakami bekannt gegeben. Die letzte Überfahrt des knapp 30 Jahre alten Schiffes erfolgte am 19. Januar 2019. Der Neubau nahm 6 Tage später den Betrieb auf der Strecke auf. Am 26. Januar wurde die Kitakami zum Abbruch nach Indien verkauft, in Kita umbenannt und für die Überführungsfahrt nach Niue umgeflaggt. Sie erreichte die Abbruchwerft am 12. Februar 2019 und wurde am 20. Februar zum Abwracken auf den Strand gezogen.